# Österreichische Gesellschaft für Informatikgeschichte
Die Österreichische Gesellschaft für Informatikgeschichte (ÖGIG) wurde 1996 in Wien gegründet, ihr Präsident ist zurzeit Veith Risak. Die Zielsetzung der ÖGIG ist die Vermittlung und Didaktik der historischen Aspekte der Informatik. Ein besonderer Schwerpunkt wird dabei auf die Aufarbeitung der Beiträge österreichischer Informatiker zur Informatik und zur Informatikgeschichte gelegt. Die ÖGIG veranstaltet daher in Kooperation mit der Alpen-Adria-Universität in Klagenfurt alle zwei Jahre den MEDICHI Workshop, ein mehrtägiges Symposium zur Informatikgeschichte. Die ÖGIG vergibt im Rahmen dieser Tagung den Wolfgang von Kempelen Preis für Informatikgeschichte.
Die ÖGIG betreibt außerdem ein Archiv mit Materialien österr. Forschungsarbeiten zur Informatik sowie ein Museum, welches auch praktisch die Entwicklung der österr. Informatik vermittelt. Es wendet sich besonders an Studenten und Schüler.
Zu den Ehrenmitgliedern zählte unter anderen der österreichische Computerpionier Heinz Zemanek, der Erfinder des "Mailüfterl".